# Sanskrtski prefiksi
Sanskrtski prefiksi - उपसर्ग upasarga (उप upa -do + सर्ग sarga -poslati) je naziv za prijedlog u sanskrtu, u vedskom sanskrtu može biti samostalan dok u klasičnom sanskrtu se pojavljuje samo kao prefiks u složenicama.
| Prefiks        | Značenje                                      | Primjeri                                                                                      |
| -------------- | --------------------------------------------- | --------------------------------------------------------------------------------------------- |
| अ a, अन an     | ne                                            | अनत anata -uspravan (अ a -ne + नत nata -savijen)                                              |
| अति ati         | preko, vrlo, s druge strane                   | अतिनीच atinica -vrlo nisko (अति ati -preko, vrlo + नीच nica -nisko, kratko)                       |
| अधि adhi        | iznad, na                                     | अधिपश्य adhipashya -nadgledatelj (अधि adhi -nad + पश्य pashya -koji gleda, vidi)                  |
| अनु anu         | poslije, iza, pored, uzduž                    | अनुगम् anugam -sljediti (अनु anu -poslije, iza + गम् gam -ići)                                    |
| अन्तर् antar     | između, u sredini, unutar                     | अन्तर्गृह antargrha -unutrašnjost kuće (अन्तर् antar -između, unutar + र्गृह grha -kuća)             |
| अप apa         | od                                            | अपगम् apagam -otići (अप apa -od + गम् gam -ići)                                                 |
| अपि api         | blizu, na                                     |                                                                                               |
| अभि abhi        | do, prema (objektu)                           | अभिगम् abhigam -približiti se (अभि abhi -do, prema + गम् gam -ići)                                |
| अव ava         | dolje, od                                     | अवगम् avagam -sići (अव ava -dolje + गम् gam -ići), अवतॄ avatr -silaziti (अव ava + तॄ tr -prijeći) |
| आ ā            | ovamo, do                                     |                                                                                               |
| उद् ud          | gore, iz                                      | उद्गम् udgam -uzdignuti se, penjati se (उद् ud -gore + गम् gam -ići)                              |
| उप upa         | do                                            |                                                                                               |
| दुस् dus, दुर् dur | loše, teško                                   | दुर्लभ durlabha -teško za dobiti, naći (दुर् dur -loše, teško + लभ labha -dobiti)                 |
| नि ni           | dolje, u (objekt)                             |                                                                                               |
| निस् nis, निर् nir | iz, bez                                       |                                                                                               |
| परा parā        | udaljiti, od                                  | पराभू parābhu -nestati (परा parā -udaljiti, od + भू bhu -biti)                                    |
| परि pari        | oko, okolo                                    | परिगम् parigam -kružiti, okružiti (परि pari -oko, okolo + गम् gam -ići)                           |
| प्र pra         | pred, ispred                                  | प्रगम् pragam -napredovati (प्र pra -pred, naprijed + गम् gam -ići)                               |
| प्रति prati      | protiv, natrag                                | प्रतिवाद prativada -proturječje (प्रति prati -protiv, natrag + वाद vada -govor)                     |
| वि vi           | odvojiti, razdvojiti, vrlo, suprotno značenje | विक्री vikri -prodati (वि vi -suprotno značenje + क्री kri -kupiti)                                 |
| सं, सम् san, sam | sa, zajedno                                   | संगम् sangam -sresti, susresti, složiti se (सं san -sa, zajedno + गम् gam -ići)                   |
| सु su           | dobro, lako                                   | सुकृत् sukrt -koji ima vrlinu (सु su -dobro + कृत् krt -koji čini)                                  |

## Unutarnje poveznice
- grčki prefiksi
- latinski prefiksi
- hrvatski prefiksi